# رود سودوما
رود سودوما (انگلیسی: Sudoma) یک رودخانه در استان پسکوف کشور روسیه است.